# Radio durante la Segunda República Española
La instauración de la Segunda República abre una nueva etapa en la historia de la radiodifusión en España, con la consagración de un nuevo marco de libertades, entre ellas, la de expresión. Tan sólo un año antes, el 8 de octubre de 1930, tras el fin del mandato del dictador Miguel Primo de Rivera, Unión Radio había reforzado su apuesta por la información con el informativo diario La Palabra,
 que tenía una duración de entre 20 y 30 minutos, y que contó con las populares voces de Luis Medina y Carlos del Pozo. Josefina Carabias fue otra de las personalidades radiofónicas claves de la época.

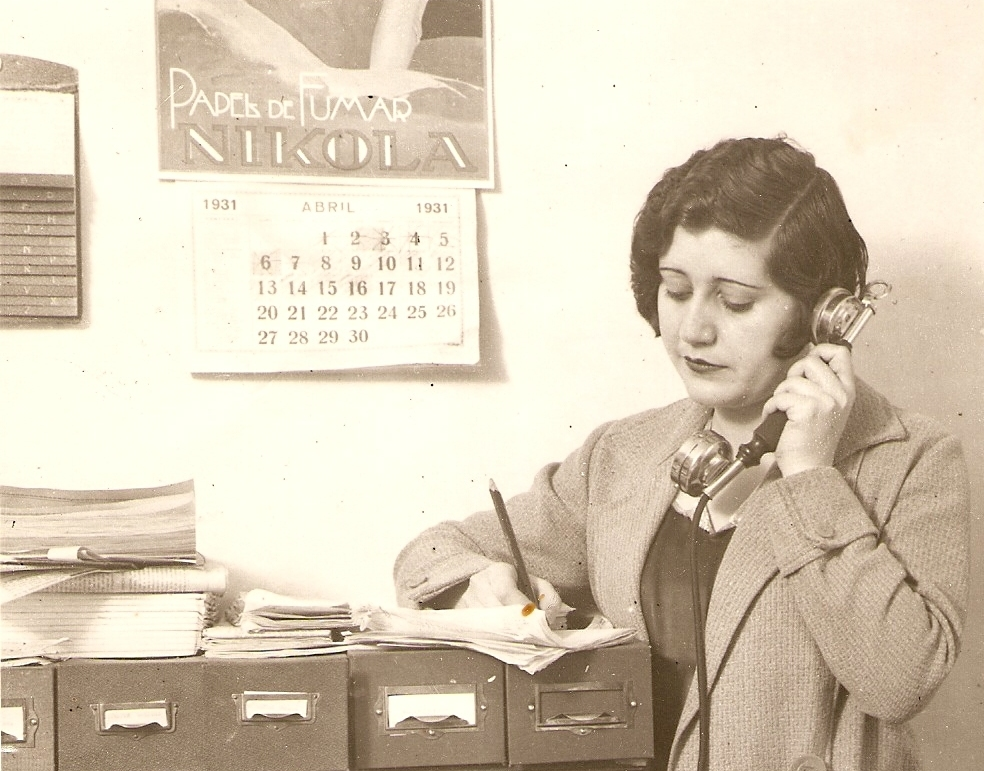
La locutora y radiofonista Josefina Carabias en 1931.

La proclamación de la república en la Puerta del Sol de Madrid se hizo ante un micrófono de Unión Radio. El 23 de agosto de 1931, Unión Radio Madrid y Radio Barcelona transmitían conjuntamente la entrega por Francesc Macià al Presidente de la República Niceto Alcalá Zamora del primer Estatuto de Autonomía de Cataluña. El 1 de febrero de 1934 inauguró sus emisiones Radio Valladolid, aunque no fue hasta 1950 cuando se asoció a Unión Radio.
Al estallar la guerra civil española, Unión Radio Madrid –que permanecía fiel al Gobierno Legítimo de la República–  fue incautada por el Gobierno en crisis el mismo día 18 de julio, y la gestión pasó a un comité de trabajadores y su sede fue trasladada temporalmente de la Gran Vía para evitar los ataques de las fuerzas rebeldes. La emisora, convertida en órgano de propaganda de uno de los bandos beligerantes, fue el vehículo que trasladó a los ciudadanos españoles el histórico discurso de Dolores Ibárruri, donde pronunció el legendario “No pasarán”. El 28 de marzo de 1939, la emisora fue tomada por las tropas franquistas, Luis Medina pronunció unas palabras de despedida y horas después las ondas de Unión Radio conectaban con la programación única transmitida por Radio Nacional de España.